# Svízel bahenní
Svízel bahenní (Galium palustre) je vytrvalá, poléhavá bylina vlhkých stanovišť, jeden z více než 25 druhů rodu svízel rostoucích v české krajině. V květnu a červnu se jeho drobná, narůžovělá poupata rozvíjejí v malé, bělavé květy v hustých květenstvích.

## Rozšíření
Vyrůstá téměř v celé Evropě, vyjma trvale suchých oblastí jihu Pyrenejského, Apeninského a Balkánského poloostrova. Východním směrem je rozšířen do Malé Asie, oblasti Kavkazu i po západní Sibiři. Druhotně se dostal do Severní a Jižní Ameriky, do severovýchodní Afriky i na Nový Zéland.
V České republice se vyskytuje na celém území, hromadně pak v místech s kumulaci vlhkých biotopů. Těžištěm výskytu je mezofytikum a nižší polohy oreofytika, vzácně se objevuje v Krušných horách v nadmořské výšce 1100 m a na Šumavě do 1050 m.

## Ekologie
Svízel bahenní je hemikryptofyt rostoucí na půdách bohatých organickými i minerálními živinami, slabě kyselých až mírně zásaditých a hlavně s vysokou hladinou podzemní vody, vyhovují mu i místa sezónně zaplavovaná.
Vyskytuje se v aluviálních půdách, na vlhkých loukách, březích bahnitých kanálů, vodních nádrží i potoků a podél zamokřených lesních cest, v lužních lesích roste okolo pramenišť a tůní, objevuje se i na obnažených dnech letněných rybníků.

## Popis
Vytrvalá bylina s chabými, poléhavými nebo vystoupavými lodyhami dlouhými 20 až 60 cm vyrůstající z tenkého, bohatě rozvětveného kořene s oddenky. Mimo květných lodyh vyrůstají i četné sterilní prýty, které jsou poléhavé a mohou kořenit. Lodyha je tenká, nemá v průměru více než 0,8 mm, je čtyřhranná a na hranách bývá hladká nebo má ostré výrůstky. Je porostlá čtyřčetnými, ojediněle i pětičetnými, přesleny tvořenými dvěma jednožilovými listy a vzhledově podobnými palisty, mají obkopinatý tvar, délku 7 až 14 mm a šířku 2 až 3 mm. Jsou lysé, na konci tupé, po okraji hladké a trávově zelená barva při sušení černá.
Na konci lodyhy vyrůstá terminální, bohatě větvené, latnaté květenství válcovitého tvaru. Květenství s větvičkami asi 5 cm dlouhými a je tvořeno bílými, čtyřčetnými, asi 3 mm velkými květy na krátkých stopkách. Oboupohlavné květy mají nálevkovitou korunu tvořenou bílými, vejčitými, miskovitě prohnutými lístky, kalich není vyvinut. Čtyři tyčinky mají červené prašníky, dvoupouzdrý spodní semeník nese dvě u báze srostlé čnělky s hlavičkovitými bliznami. Květy začínají rozkvétat v květnu a červnu.
Plod je dvounažka rozpadající se ve dvě kulovitá, 1,5 mm velká merikarpia, která jsou černá, lesklá, jemně vrásčitá a obsahují endosperm.

## Možnost záměny
Svízel bahenní se od vzhledově nejblíže podobného svízele prodlouženého, se kterým vytvářejí komplex Galium palustre agg., odlišuje hlavně.kratšími, slabšími, více poléhavými lodyhami a spíše válcovitým květenstvím. Tyto odlišnosti jsou též výsledkem různé ploidie, svízel bahenní má 2n = 24 a svízel prodloužený 2n = 96.